# Ваят Аллен
Ваят Аллен  (англ. Wyatt Allen, 11 січня 1979) — американський веслувальник, олімпійський чемпіон.

## Виступи на Олімпіадах
| Олімпіада  | Дисципліна                     | Місце |
| ---------- | ------------------------------ | ----- |
| Афіни 2004 | вісімка розстібна зі стерновим | 1     |
| Пекін 2008 | вісімка розстібна зі стерновим | 3     |